# Heikki Koski
Heikki Juhani Koski, född 24 juni 1940 i Halikko, död 2 december 2024 i Helsingfors, var en finländsk ämbetsman.
Koski blev förvaltningsdoktor 1970. Han var 1970–1975 stadsdirektör i Björneborg, inrikesminister 1975, därefter direktör för minutförsäljningen vid Alko 1975–1982 och samma bolags generaldirektör 1982–1994. Under Koskis tid som chef gick koncernen mot större öppenhet och flexibilitet. Han var 1996–2004 kansler vid Tammerfors universitet och 1997–2003 landshövding i det nygrundade Västra Finlands län.
Koski publicerade bland annat Hintansa väärtti (1994), alkoholpolitiska essäer och hågkomster samt memoarverket On tässä lääniä (2004).

## Utmärkelser
- Vita stjärnans orden, första klass,  2001
- Ungerska folkrepublikens Stjärnans orden[3]
- Kommendörstecknet av I klass av Finlands Lejons orden[4]
- Riddare av Hederslegionen[3]
- Kommendörstecknet av Finlands Lejons orden[3]
- Tre Stjärnors orden[5]

[Redigera Wikidata]